# 塞多留

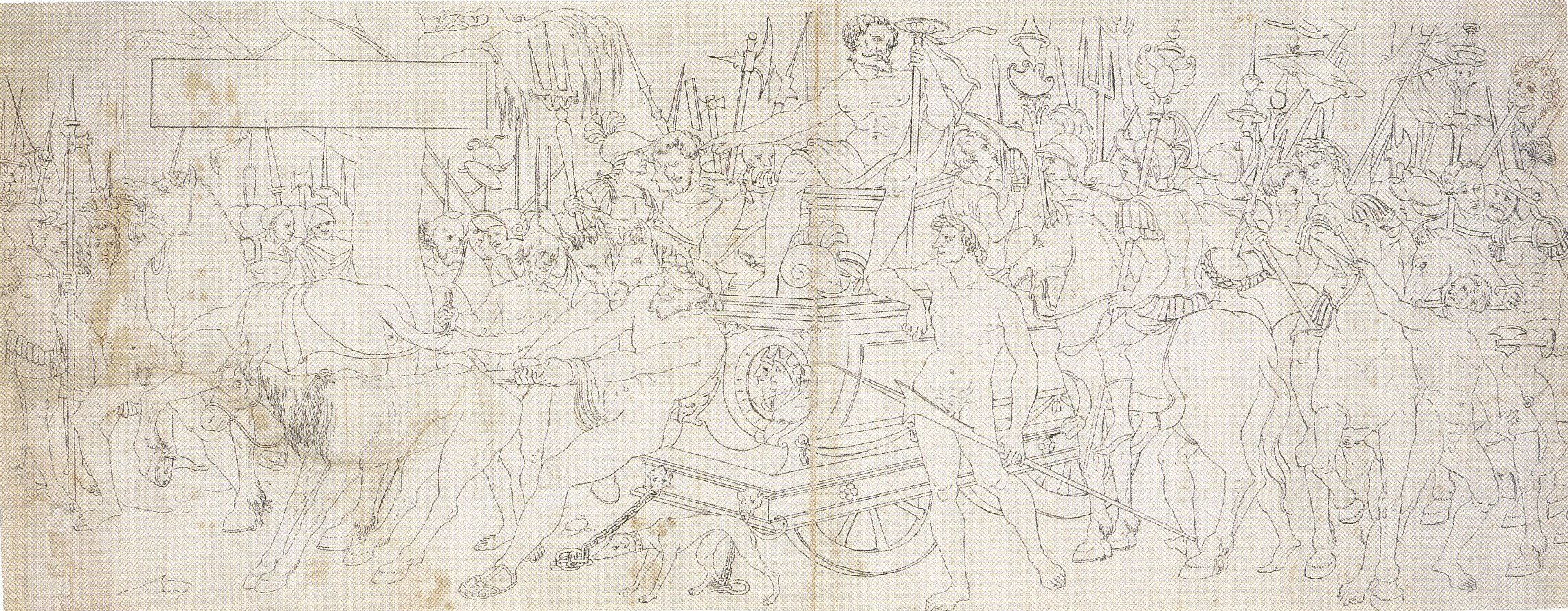
一幅壁画，塞多留向他的部下们展示，马尾的毛可以一根根被全部拔下，而一把拉住所有的毛却无法拉断。他想由此说明罗马可以被微弱的力量一点点打败。

塞多留（Quintus Sertorius），公元前123年-公元前72年，古罗马统帅。马略的重要支持者。公元前83年任西班牙总督。遭苏拉迫害，逃亡非洲。公元前81年返回西班牙。米特拉達梯戰爭時在伊比利亞联合马略派分子和土著伊比利亚人，建立政权，组织军队，开办学校，蓄积力量，与苏拉派进行斗争，史稱塞多留戰爭。后被暗杀，其部众为格奈乌斯·庞培镇压。

## 早年
塞多留最初在他祖父的军队中接受训练，他参与公元前105年对抗条顿人的战争并在围困时逃出来。随后他又在公元前102年时追随马略继续进攻，战争中他作为一名间谍混入敌军并成功获得相应的情报。公元前97年，他被选作西班牙的军队指挥。在一座防御松懈的城镇陷落之后，塞多留在同一个晚上就将该城收复。在进攻胜利之后，又迅速命令他的士兵脱下罗马盔甲，前往附近那个背叛罗马的城市。这座城市在之前的攻城战中支持罗马的敌人。他欺骗城门守卫自己带领的是同盟者，进而顺利攻下该城，将居民杀死或是卖做奴隶。因为这一战功，他被选为北部高卢的财政官。在随后的同盟者战争中，他迅速而准确完成征召军队和准备军备的任务，然而他也在战争中失去他的一只眼睛。
塞多留之后返回罗马去参选保民官，由于苏拉暗中阻碍而落选。随后他自然转向正在被苏拉压迫的马略，支持他成为远征东部的指挥官。结果苏拉获得指挥权而马略遭到放逐。两位执政官中，支持马略的秦那（cinna）也被其他人取而代之。公元前86年，从非洲结束流放的马略加入到秦那在意大利的力量中来，他们和塞多留每人领导一只军队进攻罗马。攻下罗马之后，由于秦那和马略大肆报复、掠夺，塞多留斥责他们并与他们保持着距离。可是与他一同作战的奴隶却放肆起来，塞多留不得已将他们集合到军营中来用标枪处死。

## 反抗
随着公元前83年苏拉的归来，塞多留被任命为西班牙地区的长官，塞多留也降低了當地的稅收，所以也深受當地人喜愛同時他也接受來自義大利的戰敗難民。前81年，蘇拉在內戰中取得了勝利，塞多留也變成了唯一一個反抗蘇拉的實勢力，同年冬天苏拉的军队前往西班牙讨伐塞多留，他派出的使节在比利牛斯山被苏拉杀死。

## 在北非的流亡
塞多留退出西班牙，起初他試圖在北非上岸，但被當地的摩爾人擊退，過了不久他前往巴利阿里群島但被蘇拉的部下給擊退，之後他又返回北非並以武力擊退了當地國王就此安定了下來。
在北非的期間他聽問當地有埋藏波賽頓之子安泰俄斯之骨的傳聞，他也親自去探查，據說他們真的挖出了屍骸，並且進行祭拜和宣傳。

## 返回西班牙
一年之后他又返回了西班牙，在当地人的支持下反对苏拉和當時西班牙總督的暴政，並且殺死了西班牙總督，塞多留接著前往西班牙北部掃蕩剩餘的蘇拉軍隊，也併吞了許多領土。
塞多留為了讓自己的實力足以跟蘇拉相比因此實施了許多計畫，他以自己的自身魅力屈服了當地居民。
據說當地有人抓了一隻稀奇的白色小鹿並且送給了塞多留，這隻小鹿在塞多留面前不久就變的十分溫馴，同時塞多留就向大眾說：「這隻小鹿是戴安娜送來的禮物，並且她會透過牠來傳遞訊息。」，當他獲得情報表面敵人來襲時他會告訴部落說是戴安娜傳來的消息，他的人民也開始認為是神的指示而十分尊敬他。
他成功的把西班牙蠻夷之邦的烏合之眾變成了訓練有素的士兵，他甚至在西班牙建立了自己的元老院，成員大多都來自戰敗於蘇拉的將領們，他在當地建立了學校，來培養有能力的繼承者，也建立道路，和許多公共建築，使當時的西班牙脫離部落時代和進入羅馬化，他建立的國家被稱作為「境外的羅馬」。
當梅特魯斯於公元前79年進軍西班牙，梅特魯斯被塞多留的軍隊重重擊潰，而且塞多留也給梅特魯斯取了一個污辱性的綽號老女人，隔年蘇拉病逝，他的手下格奈烏斯·龐培追殺著一個叛徒波潘納來到了西班牙，波潘納不得已只好跟塞多留聯手，塞多留的軍隊也在一年內重創了龐培的軍隊。
在公元前75年時塞多留和龐培在胡卡爾河發生了激戰，不到一天內龐培的軍隊幾乎被全滅，正當塞多留發現了殺死龐培的好機會時，梅特魯斯出現並救走了龐培，塞多留因此很不屑的說：「要不是這老女人出現，我早就痛打那男孩，並打包後送往羅馬了。」

## 戰敗和死亡
儘管塞多留有強大的軍事才力和他的英明統治，他統治的西班牙的經濟和軍力終究抵不過隔壁豐饒的義大利，且敵人的勢力也漸漸擴大，梅特魯斯率領大軍重返西班牙，並下令誰要是殺了塞多留，此人就會被大大重賞，此命令一下令後大大使塞多留軍隊的軍心大亂，而塞多留本人在知道次命令後也大受打擊，根據古羅馬歷史學家蒂托·李維的記載：「塞多留變成了一個野蠻而放蕩的人，屈從於邪惡和殘酷，還沈醉於美酒、女人和自暴自棄中。」他的手下和部落酋長也一一叛亂並殺死了塞多留的孩子們，不久波潘納就假借宴會之名，於公元前72年和同夥們殺死了塞多留，但之後龐培逮捕了波潘納並殺死了他，對抗塞多留的戰爭也因此落幕。

## 影響
雖然在塞多留死後西班牙再度回到了落後的部落社會，但塞多留依舊對當地的經濟和人類做出了許多貢獻，甚至成為日後羅馬的經濟命脈。他也讓西班牙成為羅馬化的一環，他對日後羅馬對西班牙的統治的貢獻是功不可沒的。